# Османизм
Османизм (оттоманизм; осман. عثمانلـولـق‎, тур. osmanlılık, osmanlıcılık) — политическая концепция государственного устройства, возникшая в среде «новых османов» в период, предшествовавший первой Конституции Османской империи (1886—1888).
Появлению оттоманизма способствовали реформы Танзимата, в частности изданный в 1856 султанский рескрипт Хатт-и хюмаюн, в котором говорилось о полном равенстве подданных всех конфессий, а также Закон о национальностях 1869 года, вводивший общее османское гражданство вне зависимости от религиозной и этнической принадлежности.
Османизм находился под сильным влиянием Монтескьё и Руссо, а также идей Французской революции. Его сторонники декларировали равенство миллетов (конфессий) и равенство всех подданных империи перед законом. Система миллетов не нарушалась, однако увеличивалась роль светских организаций. Начальное образование, воинская повинность и подушный налог должны были касаться как мусульман, так и немусульман.
Приверженцы османизма считали, что это поможет решить социальные проблемы, которые встали перед государством. Однако османизм был отвергнут многими подданными империи. Мусульмане видели в нём ликвидацию собственного превосходящего положения, а немусульмане воспринимали его как шаг к отмене традиционных привилегий.
Османизм пережил ренессанс во время младотурецкой революции 1908 года и в эпоху второй конституции (1908—1922). Пришедшие к власти младотурки провозгласили его официальной идеологией и первоначально говорили о достигнутом в результате революции равенстве всех народов империи и создании единой османской нации. Однако национальные восстания и войны (особенно Первая Балканская война 1912—1913 годов) привели к резкому уменьшению числа сторонников османизма. К началу Первой мировой войны концепция окончательно потеряла популярность и была вытеснена пантюркизмом и панисламизмом.